# Cameron Rupp
Cameron Arthur Rupp (né le 28 septembre 1988 à Plano, Texas, États-Unis) est un receveur des Phillies de Philadelphie de la Ligue majeure de baseball.

## Carrière
Joueur des Longhorns de l'Université du Texas à Austin, Cameron Rupp est un choix de troisième ronde des Phillies de Philadelphie en 2010. Il fait ses débuts dans le baseball majeur avec cette équipe le 10 septembre 2013. En 4 matchs des Phillies en fin de saison, il frappe 4 coups sûrs en 13 présences au bâton pour une moyenne de ,308 avec deux points produits. Son premier coup sûr dans les majeures est réussi dès son premier match, aux dépens du lanceur Andrew Cashner des Padres de San Diego. 